# Simón Lecue
Simón Lecue (11 de fevereiro de 1912 - 27 de fevereiro de 1984) foi um futebolista espanhol. Ele competiu na Copa do Mundo FIFA de 1934, sediada na Itália, na qual a seleção de seu país terminou na quinta colocação dentre os 16 participantes.